# Rischio (rapper)
Rischio, noto anche con lo pseudonimo di Jimmy Spinelli (Ascoli Piceno, 7 febbraio 1976), è un rapper italiano.

## Biografia
Si avvicina presto alla cultura hip hop cominciando a praticare il writing, per poi passare al rap. Si fa sentire dopo essersi trasferito a Bologna, dove incontra la Porzione Massiccia Crew, capitanata dal rapper di Ostia Inoki. Nel 1998 partecipa al mixtape del gruppo Demolizione sia da solo con la canzone Resistenza, sia con l'amico Word, membro della Tagadà NonChalance, nella canzone Zucchero filato. Nel 2002 debutta da solista con l'EP Mondo droga. Viene girato anche un videoclip che finisce su All Music.
Nel 2004 partecipa al mixtape PMC VS Club Dogo - The Official Mixtape con collaborazioni della PMC e del Club Dogo di Milano. Lo stesso anno pubblica l'album Lo spettacolo è finito, prodotto da Shablo, che riscuote un buon successo.
Nel 2006, dopo alcune collaborazioni con la Dogo Gang, ritorna sulla scena con l'album Reloaded - Lo spettacolo è finito Pt. 2, prodotto da Shablo e J-Falla. Nello stesso anno lascia la PMC per problemi personali e divergenze artistiche.
Il 15 aprile 2010 esce il suo terzo album in studio Sogni d'oro, il quale presenta molte collaborazioni con artisti importanti come Gué Pequeno, Dargen D'Amico, Danti dei Two Fingerz, Jake La Furia e Ghemon.

## Discografia

### Album in studio
- 2004 – Lo spettacolo è finito
- 2006 – Reloaded - Lo spettacolo è finito Pt. 2
- 2010 – Sogni d'oro

### EP
- 2002 – Mondo droga
- 2018 – Per soldi

### Mixtape
- 2010 – Ricorda Sempre
- 2011 – Bolotov Mixtape con Royal Mehdi